# Argeș Pitești
Asociația Club Sportiv Campionii Fotbal Club Argeș Pitești – rumuński klub piłkarski z siedzibą w mieście Pitești. Swoje mecze drużyna rozgrywa na Stadionul Nicolae Dobrin,  który może pomieścić 16500 widzów.

## Historia
Klub założony został 6 sierpnia 1953 roku pod nazwą Dinamo Pitești. Obecną nazwę klub przyjął w 1968 roku. Argeș swoje największe sukcesy osiągnął w latach 70., kiedy dwukrotnie zdobył mistrzostwo oraz dwukrotnie wicemistrzostwo Rumunii. W ostatnim sezonie 2008/2009 klub w pierwszej lidze występujący jako beniaminek zajął 10. miejsce, jednakże został zdegradowany do Ligi II ze względu na aferę korupcyjną.

## Sukcesy
- Divizia A:
  - mistrzostwo (2): 1971/1972, 1978/1979
  - wicemistrzostwo (2): 1967/1968, 1977/1978
- Divizia B/Liga II:
  - mistrzostwo (4): 1960/1961, 1962/1963, 1993/1994, 2007/2008
- Liga III:
  - mistrzostwo (1): 2016/2017
  - wicemistrzostwo (1): 2015/2016
- Puchar Rumunii:
  - finał (1): 1964/1965
- Puchar Bałkan:
  - finał (3): 1983/1984, 1984/1985, 1987/1988

## Europejskie puchary
Legenda do wszystkich tabel:
- Q – runda eliminacyjna, 1/16, 1/8, 1/4, 1/2 – odpowiednia faza rozgrywek, Grupa – runda grupowa, 1r gr – pierwsza runda grupowa, 2r gr – druga runda grupowa, F – finał, R – runda, PO – play-off
- k. – rzuty karne, los. – losowanie, Dogr. – dogrywka, w. – zasada bramek strzelonych na wyjeździe

| Sezon   | Rozgrywki              | Runda | Przeciwnik        | Dom | Wyjazd | Ogólnie |
| ------- | ---------------------- | ----- | ----------------- | --- | ------ | ------- |
| 1966/67 | Puchar Miast Targowych | 1R    | Sevilla FC        | 2–0 | 2–2    | 4–2     |
| 1966/67 | Puchar Miast Targowych | 2R    | Toulouse FC       | 5–1 | 0–3    | 5–4     |
| 1966/67 | Puchar Miast Targowych | 1/8   | Dinamo Zagrzeb    | 0–1 | 0–0    | 0–1     |
| 1967/68 | Puchar Miast Targowych | 1R    | Ferencvárosi TC   | 3–1 | 0–4    | 3–5     |
| 1968/69 | Puchar Miast Targowych | 1R    | Leixões SC        | 0–0 | 1–1    | 1–1, w. |
| 1968/69 | Puchar Miast Targowych | 2R    | Göztepe SK        | 3–2 | 0–3    | 3–5     |
| 1972/73 | Puchar Europy          | 1R    | Aris Bonnevoie    | 4–0 | 2–0    | 6–0     |
| 1972/73 | Puchar Europy          | 2R    | Real Madryt       | 2–1 | 1–3    | 3–4     |
| 1973/74 | Puchar UEFA            | 1R    | Fenerbahçe SK     | 1–1 | 1–5    | 2–6     |
| 1978/79 | Puchar UEFA            | 1R    | Panathinaikos AO  | 3–0 | 2–1    | 5–1     |
| 1978/79 | Puchar UEFA            | 2R    | Valencia CF       | 2–1 | 2–5    | 4–6     |
| 1979/80 | Puchar Europy          | 1R    | AEK Ateny         | 3–0 | 0–2    | 3–2     |
| 1979/80 | Puchar Europy          | 2R    | Nottingham Forest | 1–2 | 0–2    | 1–4     |
| 1980/81 | Puchar UEFA            | 1R    | FC Utrecht        | 0–0 | 0–2    | 0–2     |
| 1981/82 | Puchar UEFA            | 1R    | APOEL FC          | 4–0 | 1–1    | 5–1     |
| 1981/82 | Puchar UEFA            | 2R    | Aberdeen          | 2–2 | 0–3    | 2–5     |
| 1998/99 | Puchar UEFA            | 1Q    | Dynamo Baku       | 5–1 | 2–0    | 7–1     |
| 1998/99 | Puchar UEFA            | 2Q    | İstanbulspor      | 2–0 | 2–4    | 4–4, w. |
| 1998/99 | Puchar UEFA            | 1R    | Celta Vigo        | 0–1 | 0–7    | 0–8     |

## Skład na sezon 2022/2023
| Nr | Poz. | Piłkarz                                 |
| -- | ---- | --------------------------------------- |
| 1  | BR   | Cătălin Straton                         |
| 2  | OB   | Costinel Tofan                          |
| 3  | OB   | Iasmin Latovlevici                      |
| 4  | PO   | David Meza                              |
| 5  | OB   | Grigore Turda                           |
| 6  | PO   | Tony Njiké                              |
| 7  | NA   | Martin Raynov (wypożyczony z Viitorulu) |
| 8  | PO   | Ionuț Șerban (kapitan)                  |
| 10 | PO   | Andreias Calcan                         |
| 11 | PO   | Alexandru Ișfan                         |
| 12 | BR   | Alexandru Greab                         |
| 13 | PO   | Alexandru Florescu                      |
| 14 | NA   | Paul Garita                             |

| Nr | Poz. | Piłkarz             |
| -- | ---- | ------------------- |
| 16 | OB   | Fábio Vianna        |
| 17 | OB   | Alin Dobrosavlevici |
| 20 | NA   | Enzo Célestine      |
| 21 | PO   | Bryan Alceus        |
| 23 | OB   | Marius Constantin   |
| 24 | NA   | Dorian Bertrand     |
| 27 | NA   | Julio Donisa        |
| 33 | BR   | George Micle        |
| 70 | PO   | Antonio Jakoliš     |
| 77 | PO   | Răzvan Covaci       |
| 92 | OB   | Mike Cestor         |
|    | OB   | Ionuț Oprescu       |
|    | PO   | Vlad Domșa          |